# 埃里克·克里斯托弗·齐曼
埃里克·克里斯托弗·齐曼爵士（英語：Sir Erik Christopher Zeeman，1925年2月4日—2016年2月13日）是一位英国数学家，1988—1996年担任牛津大学赫特福德学院院长，在几何拓扑学和奇点理论上做出了贡献。